# Villacarrillo
Villacarrillo – gmina w Hiszpanii, w prowincji Jaén, w Andaluzji, o powierzchni 239,55 km². W 2011 roku gmina liczyła 11 442 mieszkańców.